# Кубельники
Кубельники (біл. Кубельнікі) — село в складі Берестовицького району Гродненської області, Білорусь. Село підпорядковане Олекшицькій сільській раді, розташоване у західній частині області.

## Відомі люди
- Микола Марцинчик — громадський та політичний діяч Західної Білорусі.